# البطولات الوطنية الأمريكية 1964 (كرة مضرب)
قائمة بالأبطال في 1964 البطولات الوطنية الأمريكية لكرة المضرب (المعروفة الآن باسم أمريكا المفتوحة):

## الكبار

### فردي رجال
روي إيمرسون هزم  فريد ستول 6-4 6-2 6-4

### فردي سيدات
ماريا بيونو هزم  كارول كالدويل غرايبنر 6-1, 6-0